# Adam Runnalls
Adam Runnalls (* 3. Oktober 1998 in Calgary, Alberta) ist ein kanadischer Biathlet. Er startet seit 2020 im Weltcup und nahm an den Olympischen Spielen 2022 teil.

## Sportliche Laufbahn
Adam Runnalls bestritt seine ersten internationalen Wettkämpfe bei den Jugendweltmeisterschaften 2016 und wurde unter anderem 17. des Einzels und Fünfter mit Teo Sanchez und Zachari Bolduc im Staffelwettkampf. In den folgenden Jahren nahm er neben den Meisterschaften auch am IBU-Junior-Cup teil, ohne aber vordere Platzierungen anzugreifen. Im Dezember 2018 startete der Kanadier zum ersten Mal im IBU-Cup und nahm kurz darauf auch an den Europameisterschaften teil. Anfang 2020 erreichte er beim Sprint in Martell durchaus überraschend seine erste Top-10-Platzierung auf der zweithöchsten Ebene und wurde daraufhin auch für die Weltmeisterschaften 2020 in Antholz nominiert, in deren Rahmen er 81. des Sprints und 14. mit der kanadischen Mannschaft im Staffelrennen wurde. Im folgenden Winter bestritt Runnalls erstmals ausschließlich Rennen im Weltcup, bei den Weltmeisterschaften 2021 auf der Pokljuka-Hochebene in Slowenien erreichte er mit einem 38. Platz im Einzelrennen seine erste Punkteplatzierung im Weltcup. In Oberhof und Antholz belegte er zudem mit Trevor Kiers, Christian und Scott Gow zweimal einen Top-10-Rang im Staffelbewerb. Die Saison 2021/22 startete der 23-Jährige zunächst im IBU-Cup, wurde aber nach zwei Ergebnissen unter den besten Zehn in Idre zügig wieder in den Weltcupkader aufgenommen und erzielte in Le Grand-Bornand als 31. des Sprints sein vorübergehend bestes Individualresultat. Seine ersten Olympischen Spiele verliefen mit drei Top-40-Platzierungen erfolgreich, kurz zuvor verpasste er in Antholz an der Seite von Christian und Scott Gow sowie Jules Burnotte einen Podestplatz um weniger als 30 Sekunden und erreichte Rang fünf.
In der Saison 2022/23 steigerte Runnalls seine Leistungen. Schon beim eröffnenden Weltcupwochenende in Kontiolahti überraschte er im Sprint mit Rang 19 trotz eines Schießfehlers, nach dem Jahreswechsel verbesserte er sich in Antholz im gleichen Wettkampf sogar auf Platz 13. Fünf weitere Ergebnisse unter den besten 40 verhalfen dem Kanadier schließlich zum 38. Rang in der Gesamtwertung. In den beiden Folgewintern blieb er zwar nach dem Rücktritt der Gow-Brüder der führende Athlet seines Landes, zeigte aber große Leistungsschwankungen. Im Dezember 2023 verbesserte er sich im Verfolgungsrennen von Hochfilzen vom 44. auf den 27. Platz, bei den Weltmeisterschaften 2024 ließ er auf einen starken 17. Rang im Sprint zehn Schießfehler und Position 50 im Verfolger folgen. Trotzdem qualifizierte er sich bei jenen Meisterschaften erstmals für einen Massenstart auf höchster Ebene und schloss diesen als 29. ab. Auch 2024/25 waren Runnalls' Ergebnisse eher unauffällig, beste Einzelplatzierung blieb der 26. Platz im saisoneröffnenden verkürzten Einzel in Kontiolahti.

## Persönliches
Runnalls stammt aus Calgary.

## Statistiken

### Weltcupplatzierungen
Die Tabelle zeigt alle Platzierungen (je nach Austragungsjahr einschließlich Olympische Spiele und Weltmeisterschaften).
- 1.–3. Platz: Anzahl der Podiumsplatzierungen
- Top 10: Anzahl der Platzierungen unter den ersten zehn (einschließlich Podium)
- Punkteränge: Anzahl der Platzierungen innerhalb der Punkteränge (einschließlich Podium und Top 10)
- Starts: Anzahl gelaufener Rennen in der jeweiligen Disziplin
- Staffel: inklusive Mixed- und Single-Mixed-Staffeln

| Platzierung               | Einzel | Sprint | Verfolgung | Massenstart | Staffel | Gesamt |
| ------------------------- | ------ | ------ | ---------- | ----------- | ------- | ------ |
| 1. Platz                  |        |        |            |             |         |        |
| 2. Platz                  |        |        |            |             |         |        |
| 3. Platz                  |        |        |            |             |         |        |
| Top 10                    |        |        |            |             | 6       | 6      |
| Punkteränge               | 5      | 7      | 5          |             | 33      | 50     |
| Starts                    | 12     | 32     | 18         |             | 33      | 95     |
| Stand: Saisonende 2024/25 |        |        |            |             |         |        |

### Weltcupwertungen
Ergebnisse bei Biathlon-Weltcups (Disziplinen- und Gesamtweltcup) gemäß Punktesystem:
| Saison  | Einzel | Einzel | Sprint | Sprint | Verfolgung | Verfolgung | Massenstart | Massenstart | Gesamt | Gesamt |
| Saison  | Platz  | Punkte | Platz  | Punkte | Platz      | Punkte     | Platz       | Punkte      | Platz  | Punkte |
| ------- | ------ | ------ | ------ | ------ | ---------- | ---------- | ----------- | ----------- | ------ | ------ |
| 2020/21 | 60.    | 3      | –      | –      | –          | –          | –           | –           | 45.    | 3      |
| 2021/22 | –      | –      | 81.    | 10     | 80.        | 2          | –           | –           | 49.    | 12     |
| 2022/23 | 41.    | 19     | 32.    | 67     | 49.        | 23         | –           | –           | 67.    | 109    |
| 2023/24 | 39.    | 24     | 61.    | 9      | 49.        | 21         | –           | –           | 78.    | 54     |
| 2024/25 | 37.    | 29     | 69.    | 9      | –          | –          | –           | –           | 59.    | 38     |

### Olympische Winterspiele

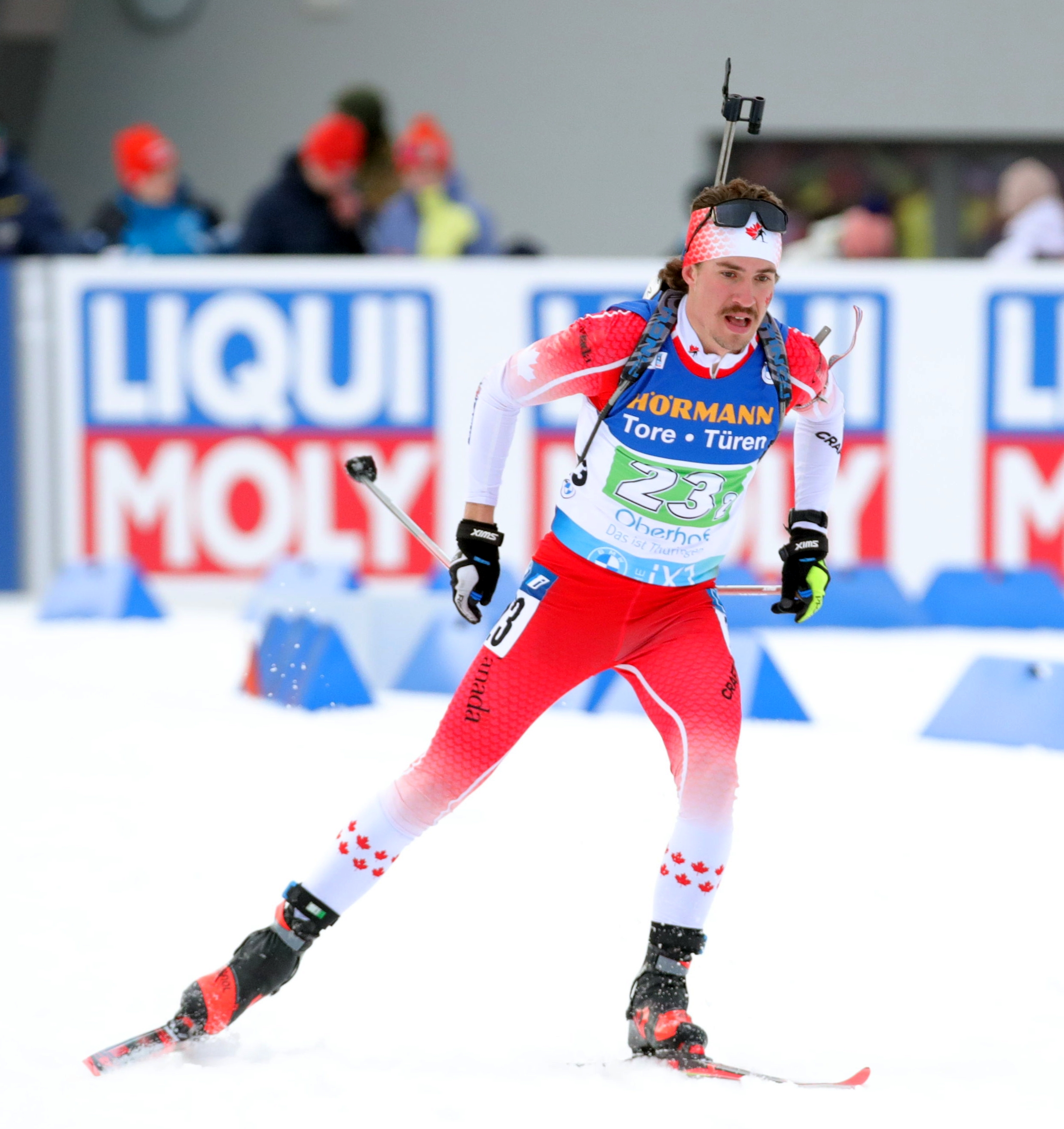
Runnalls bei den Weltmeisterschaften 2023 in Oberhof

Ergebnisse bei Olympischen Winterspielen:
|                                        | Einzelwettbewerbe | Einzelwettbewerbe | Einzelwettbewerbe | Einzelwettbewerbe | Staffelwettbewerbe | Staffelwettbewerbe |
| Einzel                                 | Sprint            | Verfolgung        | Massenstart       | Männerstaffel     | Mixedstaffel       |                    |
| -------------------------------------- | ----------------- | ----------------- | ----------------- | ----------------- | ------------------ | ------------------ |
| Olympische Winterspiele 2022 \| Peking | 33.               | 35.               | 30.               | –                 | 6.                 | –                  |

### Weltmeisterschaften
Ergebnisse bei Weltmeisterschaften:
| Weltmeisterschaften | Weltmeisterschaften | Einzelwettbewerbe | Einzelwettbewerbe | Einzelwettbewerbe | Einzelwettbewerbe | Staffelwettbewerbe | Staffelwettbewerbe | Staffelwettbewerbe |
| Jahr                | Ort                 | Einzel            | Sprint            | Verfolgung        | Massenstart       | Männerstaffel      | Mixedstaffel       | S.-M.-Staffel      |
| ------------------- | ------------------- | ----------------- | ----------------- | ----------------- | ----------------- | ------------------ | ------------------ | ------------------ |
| 2020                | Antholz             | –                 | 81.               | –                 | –                 | 14.                | –                  | –                  |
| 2021                | Pokljuka            | 38.               | 55.               | 54.               | –                 | 12.                | –                  | –                  |
| 2023                | Oberhof             | 30.               | 82.               | –                 | –                 | 11.                | 8.                 | 13.                |
| 2024                | Nové Město          | 31.               | 17.               | 50.               | 29.               | 19.                | 13.                | 21.                |
| 2025                | Lenzerheide         | 66.               | 47.               | 43.               | –                 | 17.                | –                  | 18.                |

### Jugend-/Juniorenweltmeisterschaften
Runnalls nahm bis 2017 an den Jugend-, ab 2018 an den Juniorenwettkämpfen teil.
| Weltmeisterschaften | Weltmeisterschaften | Einzelwettbewerbe | Einzelwettbewerbe | Einzelwettbewerbe | Männerstaffel |
| Jahr                | Ort                 | Einzel            | Sprint            | Verfolgung        | Männerstaffel |
| ------------------- | ------------------- | ----------------- | ----------------- | ----------------- | ------------- |
| 2016                | Cheile Grădiștei    | 17.               | 21.               | 19.               | 5.            |
| 2017                | Osrblie             | 41.               | 32.               | 27.               | 15.           |
| 2018                | Otepää              | 29.               | 26.               | 29.               | 17.           |
| 2019                | Osrblie             | 65.               | 34.               | 49.               | 11.           |
| 2020                | Lenzerheide         | 19.               | 34.               | 21.               | 17.           |